# Ireneusz Starzyński
Ireneusz Starzyński (ur. 19 czerwca 1970) – polski pilot wojskowy; generał dywizji Wojska Polskiego; dowódca 8 eskadry lotnictwa taktycznego (2006–2007), dowódca 21 Bazy Lotnictwa Taktycznego (2008–2010); dowódca 1 Skrzydła Lotnictwa Taktycznego (2016–2019); od 2019 dowódca COP-DKP.

## Życiorys
Ireneusz Starzyński urodził się 19 czerwca 1970. W latach 1984–1988 kształcił się w Liceum Lotniczym w Dęblinie. Absolwent Wyższej Oficerskiej Szkoły Lotniczej w Dęblinie (1992). Po promocji został skierowany do Świdwina na stanowisko pilota klucza lotniczego w 40 pułku lotnictwa myśliwsko-bombowego, gdzie w 1993 objął obowiązki starszego pilota. W 1996 był słuchaczem Wyższego Kursu Doskonalenia Oficerów dowódców i szefów służb pododdziałów lotniczych lotnictwa myśliwsko-bombowego w Wyższej Szkole Oficerskiej Sił Powietrznych. Po ukończeniu WKDO został dowódcą klucza lotniczego. W 1999 awansował na stanowisko zastępcy dowódcy eskadry 40 plmb. W 2000 został skierowany na studia w Akademii Obrony Narodowej na Wydziale Lotnictwa i Obrony Powietrznej. W 2002, po ich ukończeniu, objął funkcję szefa sztabu w 8 eskadrze lotnictwa taktycznego w Mirosławcu. W latach 2004–2005 ukończył studia podyplomowe z zarządzania lotnictwem w Akademii Obrony Narodowej na Wydziale Lotnictwa i Obrony Powietrznej. W 2005 pełnił obowiązki służbowe na stanowisku zastępcy dowódcy, a w roku 2006 objął funkcję dowódcy 8 eskadry lotnictwa taktycznego. 
W latach 2007–2008 studiował w Akademii Obrony Narodowej studiów podyplomowych w zakresie operacyjno-strategicznym. W 2008 został wyznaczony na stanowisko dowódcy 21 Bazy Lotnictwa Taktycznego w Świdwinie, w której służył do 2010. 
6 czerwca 2015 przekazał w Świdwinie dowodzenie 21 BLT, został skierowany do Akademii Wojennej Wojsk Lotniczych (Air War College) w Maxwell – USA w ramach Podyplomowych Studiów Polityki Obronnej, po ukończeniu których został w 2016 desygnowany na stanowisko dowódcy 1 Skrzydła Lotnictwa Taktycznego. 8 lipca 2016 był dyrektorem pokazu lotniczego zorganizowanego z okazji szczytu NATO w Warszawie. 
10 listopada 2018 prezydent RP Andrzej Duda mianował go na stopień generała brygady. Na przełomie stycznia i lutego 2019 został mianowany zastępcą dowódcy Dowództwa Komponentu Powietrznego - Centrum Operacji Powietrznych, a od 3 lutego 2020 objął funkcję dowódcy DKP-COP. 15 sierpnia 2020 prezydent RP Andrzej Duda mianował go na stopień generała dywizji. Jest pilotem instruktorem klasy mistrzowskiej, z nalotem ponad 2100 godzin. Szkolił pilotów na samolotach Su-22. Brał czynny udział w wielu ćwiczeniach krajowych i zagranicznych.

## Awanse
- podporucznik – 1992[1]

(...)
- generał brygady – 2018[11]
- generał dywizji – 2020[12]

## Ordery, odznaczenia i wyróżnienia[13]
- Lotniczy Krzyż Zasługi – 2020[14]
- Odznaka pamiątkowa 21 Bazy Lotnictwa Taktycznego – 2008, ex officio
- Odznaka pamiątkowa 1 Skrzydła Lotnictwa Taktycznego – 2019, ex officio
- Odznaka pamiątkowa COP-DKP – 2020, ex officio
- Odznaka Pilota Wojskowego
- Odznaka skoczka spadochronowego wojsk lotniczych
- statuetka „Ikara”

i inne